# モルソン・クアーズ・ジャパン
モルソン・クアーズ・ジャパン（MOLSON COORS JAPAN）は、東京都渋谷区に本社を置いていた酒類・清涼飲料水の輸入・卸売業。

## 概説
それまで日本国内はアサヒビールがOEM生産を行なっていた。1995年にモルソン・クアーズの日本法人を設立して輸入を行い日本国内で販売することになった。2021年12月31日に日本法人の業務を終了。

## 主な商品
- ZIMA
- ブルームーン
- ミラー
- シンハー
- コブラ
- ルイレソン
- アスポール